# 友達100人できるかな
『友達100人できるかな』（ともだちひゃくにんできるかな）は、とよ田みのるによる漫画。『月刊アフタヌーン』（講談社）において、2009年から2011年まで連載された。全5巻。
『ラブロマ』、『FLIP-FLAP』に続くとよ田みのるの連載漫画3作品目。1980年代の東京下町を舞台とした物語である。

## あらすじ
2009年の日本。柏直行は出産間近の妻・幸世を持つ小学校教師。妻の早期入院に慌てて駆けつけた直行は、病室で謎の宇宙人と遭遇し、地球が宇宙人に侵攻される直前であることを告げられる。彼等の「規約」では他種族が生息する土地には侵攻できないこととなっているが、その規約によれば他種族とはコミュニケーションが発達した存在、すなわち愛を持つ存在を指すという。それを査定するための試験個体として直行が選ばれ、地球人は愛のある種族だと証明されなければ地球は滅亡させられてしまうのだ。調査のために1980年のパラレルワールドに小学3年生という当時の姿で送り込まれた直行は、自分を監視する宇宙人・道明寺さくらと共に2度目の少年時代を過ごすこととなった。地球に愛があることを立証するべく、小学校卒業までに100人の友達を作るために。

## 登場人物

### 主人公
柏 直行（かしわ なおゆき）
物語の主人公。36歳の小学校教師。前向きでロマンチストな性格。
小学生時代はおとなしい男子のグループに属しており、クラスは3年3組。あだ名は直ちゃん。ユカリにとっては2人目の、井森にとっては100人目の友達。

### 直行の友達
道明寺 さくら（どうみょうじ さくら）
地球へ侵攻しようとする宇宙人の科学者。直行の前に現れ、彼の監視者となる。
1980年では女子小学生に擬態している。直行の母にごちそうになった道明寺のさくら餅から名前をとり、3年3組に転校してきた。1番目の友達。非常に謎めいた存在で、直行をからかうような言動が多いが、その内心は不明である。
岡野 新太（おかの しんた）
クラスメイト。直行の小学校時代で一番仲が良かった友達で、カウンターにセットされた2番目の友達でもある。直行は岡野と呼んでいる。
京本 健二（きょうもと けんじ）
クラスメイト。周囲から恐れられる短気で荒っぽい性分を持つが、心根はまっすぐで男気に溢れる。3番目の友達。通称キョーケン。家は酒屋。
川本 幸代（かわもと さちよ）→柏 幸代（かしわ さちよ）
直行の2009年時の妻。子供を身ごもっており、第一話冒頭ではつわりが酷かったために早めに入院している。直行より1つ年上で、サチと呼ばれている。
1980年当時は埼玉県の三郷に住んでおり、サチの姿を一目みようとやってきた直行と出会って4番目の友達となった。
横田 令次（よこた れいじ）
クラスメイト。知的で落ち着いた少年。読書家で、SFや冒険もの、推理ものなど様々な小説を読んで冒険心を育んでいる。5番目の友達で、あだ名はヨコチン。
森 マリ（もり マリ）
クラスメイトで、直行の幼馴染。少し内向的で甘えん坊な性格で、直行に対しての独占欲から彼に好意を告白している。あだ名はモリッチ。カウンターにセットされた6番目の友達で、椎名ユカリの1人目にセットされた友達でもある。
未来では30前に別の男性と結婚している。
椎名 ユカリ（しいな ユカリ）
直行やさくらとは別の世界からやってきた再来者。娘1人を抱えるシングルマザーで教師。直行の世界とは2008年の日本シリーズの内容が異なっている。非常に頑なで、お堅い性格でドライな個人主義者だが、家では娘のカホを溺愛している。
1980年の世界では3年4組の生徒。直行の7番目の友達。
へちま
雑種の野良犬。清太が可愛がっており、直行の家に引き取られることとなった。8番目の友達。
杉浦 清太（すぎうら せいた）
クラスメイトで頭の良いグループに属している。おおらかでのんびりマイペースなタイプで、少し天然。捨てられていたへちまを可愛がり、飼い主探しをするなど心優しい少年。9番目の友達。
柏 花（かしわ はな）
直行の父方の従姉で小学6年生。ガサツな性格だが、素朴で寂しがり屋。伊豆の大島に住んでおり、肌は日に焼けているらしい。直行に対してお姉さんらしく振舞おうとする。直行からの呼び名は花姉ちゃん。10番目の友達。
守（まもる）
一時的に2009年に戻った直行が出会った少年。母とはぐれて泣いていたが、それを見つけた直行の顔芸を気に入って泣き止んだ。11番目の友達。
岡野 新二郎（おかの しんじろう）
岡野の弟。小学1年生で、幼さゆえに善悪の観念がない。夏休みの間は岡野が面倒を見させられており、直行達と一緒に遊んでいる。12番目の友達。
小畑 耕造（おばた こうぞう）
他所の小学校の教師。子供達を本気で思うあまり厳しい態度を取る鬼教官のような先生。13番目の友達。
金子 明美（かねこ あけみ）
クラスメイト。少女漫画が好きで夢見がちな眼鏡っ子。自由帳によく自分の空想を漫画として描いている。気が弱い性格。いつも手をオバケのように垂らしている。14番目の友達。
甲斐 優（かい まさる）
クラスメイト。親や周囲にほめられることで勉強好きになった秀才。声は小さめで、あまりしゃべらない。36歳小学校の頭脳を持つ直行がテストで良い点を取って友達に囲まれるようになったのを見てライバル心を抱く。15番目の友達。
ヒカルちゃん
ユカリの世界の宇宙人で、彼女の監視者でもある。「笹山 ひかる（ささやま ひかる）」の名で3年4組の担任教師に擬態している。生徒からの人気は高いが、さくら同様にその内面を窺い知ることができない謎めいた存在。直行にとって16番目の友達であり、直前にユカリとも友達となった。
井森 湯治（いもり とうじ）
直行やユカリとは別の世界からやってきた再来者で、既に99人の友達を集めている。36歳の無職で家業の銭湯は潰れてしまった。直行のクラスメイトで、家の手伝いで忙しいため放課後は他の子供と遊べなかった。ややシニカルな面もあるが、基本的には江戸っ子で竹を割ったような性格。17番目の友達。
本来の小学生時代は友達が作れなかったために引っ込み思案。再来者の井森が元の世界に上がった後、直行の18番目の友達となった。

### その他
山本（やまもと）
クラスメイト。女子のリーダー的存在で、取り巻きを従えている。人を見下したような態度を取ることもあり、また女子ならではの集団による陰湿ないやがらせなどを行う。
大貫
クラスメイト。通称ヌッキー。クラスで目立っている直行が気に入らずちょっかいを出した。

## 書誌情報
- とよ田みのる『友達100人できるかな』 講談社〈アフタヌーンKC〉、全5巻
  1. 2009年08月21日発売、ISBN 978-4-06-314578-6
  2. 2010年12月22日発売、ISBN 978-4-06-310616-9
  3. 2010年05月21日発売、ISBN 978-4-06-310665-7
  4. 2010年11月22日発売、ISBN 978-4-06-310709-8
  5. 2011年04月22日発売、ISBN 978-4-06-310746-3